# Микробные топливные элементы
Микробный топливный элемент — это биотехнологическое устройство, преобразующее энергию химических связей органических веществ в электричество посредством микроорганизмов. Также как и топливный элемент микробный топливный элемент (МТЭ или MFC от англ. Microbial fuel cell) является теоретически весьма высокоэффективным устройством, но в отличие от топливных элементов, работающих на водороде или метаноле, могут использовать сточные воды городов, предприятий, что делает их весьма эффективными средствами не только для производства электрической энергии, но и защиты окружающей среды от загрязняющих веществ содержащихся в данных субстратах.

## Принцип работы
В состав МТЭ входит 3 основных элемента: анодная камера, катодная камера и разделяющая их ионоселективная мембрана, способная пропускать протоны водорода лишь в одном направлении, из анодной камеры в катодную.
Микроорганизмы, производящие электричество, находятся в анодной камере, в которой поддерживаются анаэробные условия. Катод находится в аэробных условиях. Суть работы МТЭ заключается в «отрыве» микроорганизмами электронов от субстрата питания и передача их на анод. Электроны, под действием разности окислительно-восстановительных потенциалов, начинают двигаться к катоду, на котором происходит восстановление кислорода с образованием воды. Одновременно с отрывом электронов от субстрата происходит образование протонов водорода, которые проходят через ионноселективную мембрану из анодной камеры в катодную, где и соединяются с кислородом с образованием воды.